# 1992 UD3
1992 UD3 är en asteroid i huvudbältet som upptäcktes den 26 oktober 1992 av den japanska astronomen Satoru Otomo i Kiyosato.
Asteroiden har en diameter på ungefär 5 kilometer.